# Koninklijke Sporting Club Lokeren Oost-Vlaanderen 2011-2012
Questa voce raccoglie le informazioni riguardanti il Koninklijke Sporting Club Lokeren Oost-Vlaanderen nelle competizioni ufficiali della stagione 2011-2012. 

## Rosa
| N. |                           | Ruolo | Calciatore         |
| -- | ------------------------- | ----- | ------------------ |
| 1  | Costa d'Avorio (bandiera) | P     | Boubacar Barry     |
| 12 | Serbia (bandiera)         | P     | Jugoslav Lazić     |
| 30 | Belgio (bandiera)         | P     | Stefan Deloose     |
| 2  | Belgio (bandiera)         | D     | Sepp De Roover     |
| 8  | Belgio (bandiera)         | D     | Koen Persoons      |
| 28 | Belgio (bandiera)         | D     | Laurens De Bock    |
| 4  | Francia (bandiera)        | D     | Jérémy Taravel     |
| 5  | Svizzera (bandiera)       | D     | Mijat Marić        |
| 13 | Grecia (bandiera)         | D     | Georgios Galitsios |
| 23 | Senegal (bandiera)        | D     | Ibrahima Gueye     |
| 6  | RD del Congo (bandiera)   | C     | Tiko               |
| 7  | Belgio (bandiera)         | C     | Killian Overmeire  |
| 16 | Belgio (bandiera)         | C     | Jore Trompet       |
| 26 | Belgio (bandiera)         | C     | Cedric Mpembele    |

| N. |                         | Ruolo | Calciatore          |
| -- | ----------------------- | ----- | ------------------- |
| 10 | Croazia (bandiera)      | C     | Ivan Leko           |
|    | Croazia (bandiera)      | C     | Miloš Marić         |
| 22 | Sudafrica (bandiera)    | C     | Ebrahim Seedat      |
| 24 | Sudafrica (bandiera)    | C     | Ayanda Patosi       |
| 17 | Norvegia (bandiera)     | C     | Geir Ludvig Fevang  |
| 9  | Tunisia (bandiera)      | A     | Hamdi Harbaoui      |
| 11 | Belgio (bandiera)       | A     | Benjamin De Ceulaer |
| 25 | Belgio (bandiera)       | A     | Bigen Lusala        |
| 29 | Belgio (bandiera)       | A     | Nill De Pauw        |
| 14 | RD del Congo (bandiera) | A     | Benjamin Mokulu     |
| 18 | Senegal (bandiera)      | A     | Baye Djiby Fall     |
| 20 | Paesi Bassi (bandiera)  | A     | Donovan Deekman     |